# اچ‌ام‌اس واریر (۱۹۰۵)
اچ‌ام‌اس واریر (۱۹۰۵) (به انگلیسی: HMS Warrior (1905)) یک کشتی بود که طول آن ۵۰۵ فوت ۴ اینچ (۱۵۴٫۰ متر) بود. این کشتی در سال ۱۹۰۵ ساخته شد.